# Племней
Племней (на старогръцки: Πλημναῖος, Plemnaios; на латински: Plemnaeus) в гръцката митология е цар на Сикион през 18 век пр.н.е.
Той е син на Перат, син на Посейдон и на Калхиния, дъщерята на Левкип. След смъртта на баща му Племней поема управлението в Сикион. Всичките деца на Племней умират малко след раждането. Когато Деметра идва в Сикион във вид на жена и става дойка на Ортополис и го отглежда, той остава жив и по-късно наследява баща си на трона. От благодарност Племней построява светилище за Деметра.
Според Евсевий Кесарийски Племней управлява 48 години.